# Charaxes antiquus
Espèce
Charaxes antiquus est un lépidoptère appartenant à la famille des Nymphalidae, à la sous-famille des  Charaxinae et au genre Charaxes.

## Dénomination
Charaxes antiquus a été nommé par James John Joicey et George Talbot en 1926.
Synonyme : Charaxes brutus antiquus Joicey & Talbot, 1926;

## Description
Charaxes antiquus est un grand papillon au dessus marron avec deux queues aux ailes postérieures et une bande discale de couleur blanc-cassé, effilée sur l'aile antérieure. 

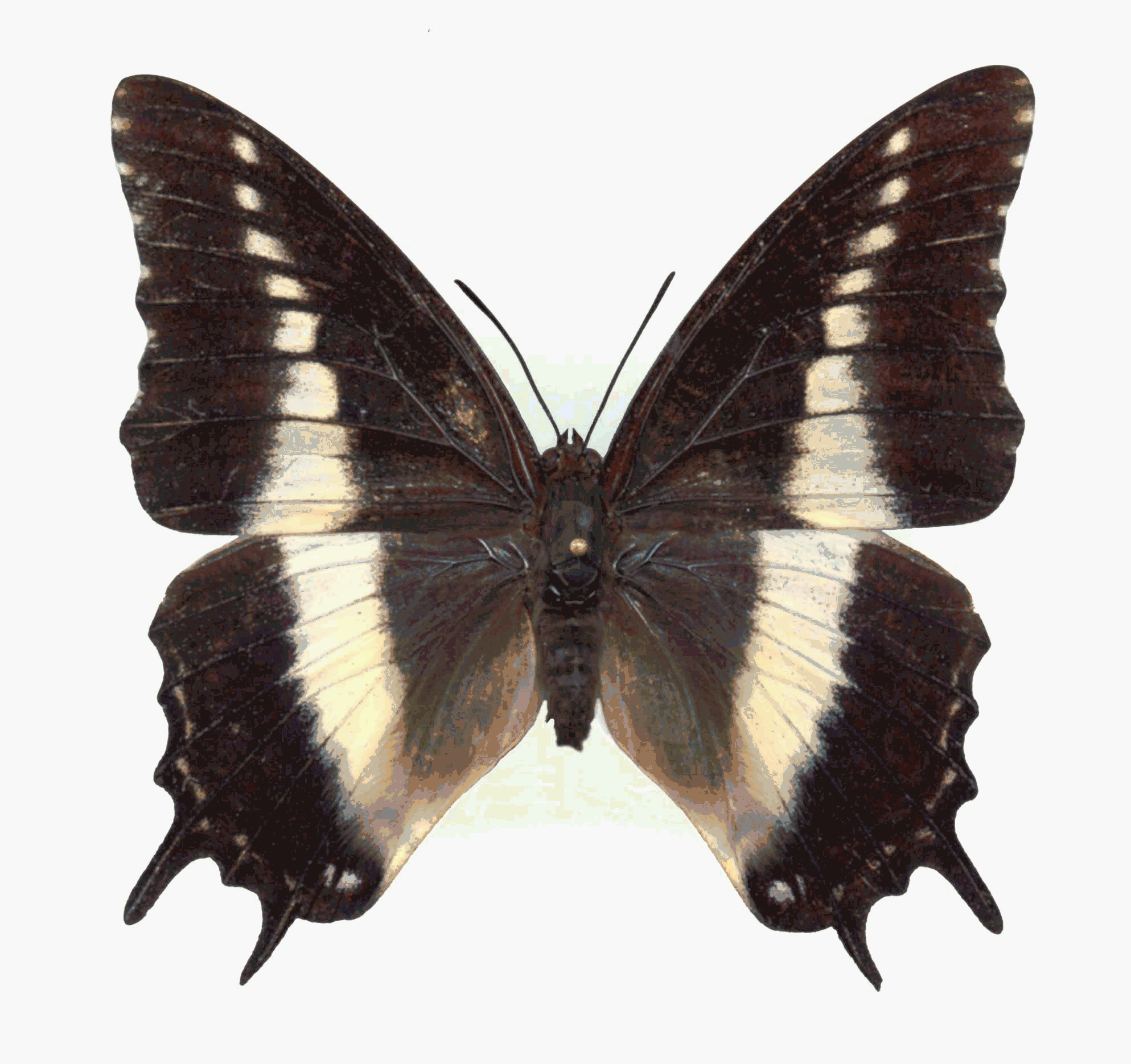
femelle

Le dimorphisme sexuel est faible, la femelle (100 mm d'envergure) étant simplement plus grande que le mâle (75 à 80 mm) et légèrement plus claire.

## Biologie
Sa biologie est mal connue. C'est un adepte du hill-topping. 

## Écologie et distribution
Il est uniquement présent dans le golfe de Guinée. C’est une espèce rare et endémique de l'île de Sao Tomé dans le Golfe de Guinée.

### Biotope
Il réside en lisière de forêt.